# يوهان غورغ كريستيان ليهمان
يوهان غورغ كريستيان ليهمان (1792-1860) (بالإنجليزية: Johann Georg Christian Lehmann)‏ هو عالم نبات ألماني.